# Catterick Garrison
Catterick Garrison is een plaats en civil parish in het bestuurlijke gebied Richmondshire, in het Engelse graafschap North Yorkshire met 12.000 inwoners.